# Brunatna helmintosporioza traw

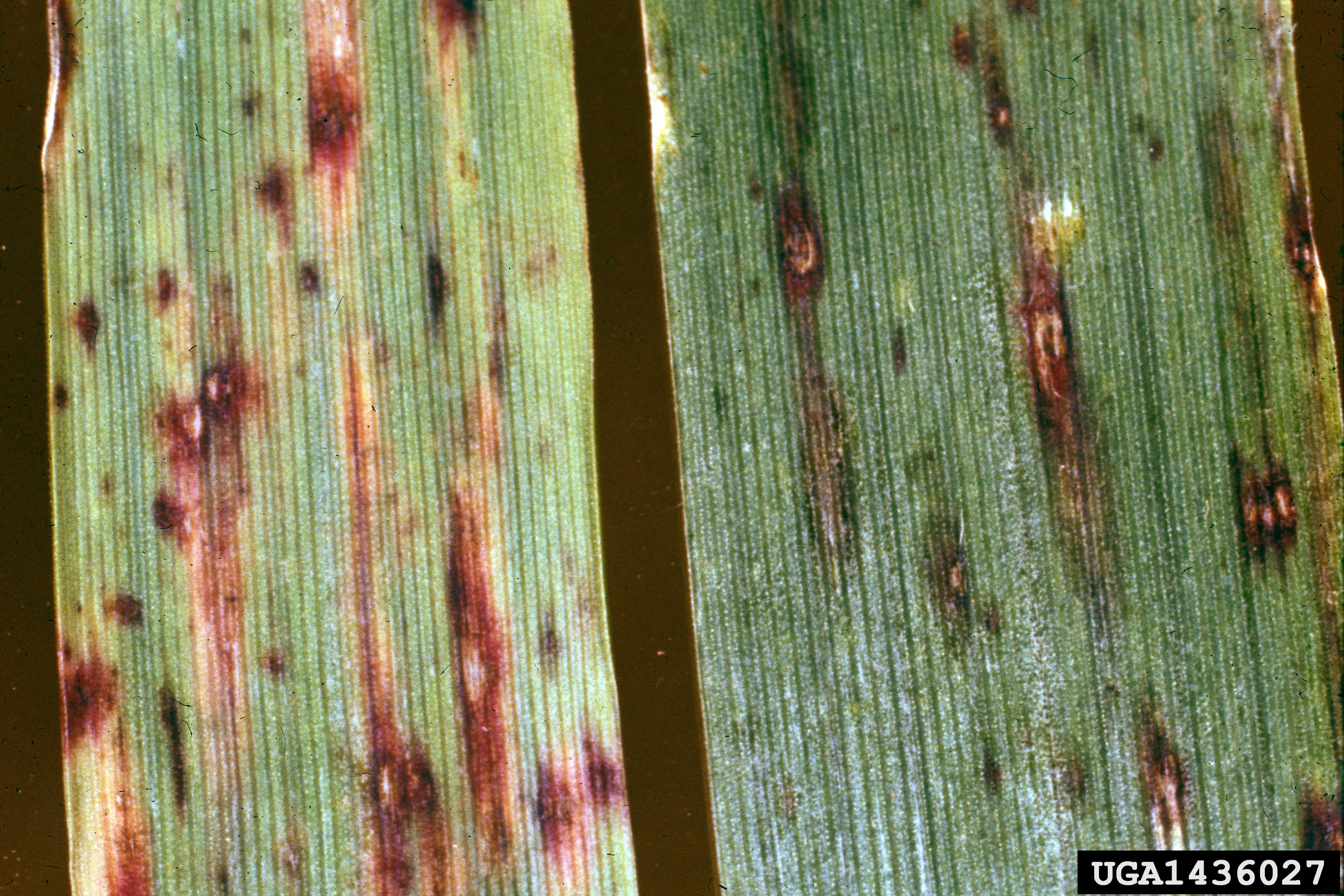
Porażone liście

Brunatna helmintosporioza traw (ang. brown blight of grasses) lub brunatna plamistość traw – wywołana przez Pyrenophora lolii i Pyrenophora dictyoides grzybowa choroba traw (Poaceae).

## Patogeny i ich żywiciele
Nazwa helmintosporioza pochodzi od dawniej używanych naukowych nazw wywołujących ją patogenów, które zaliczane były do rodzaju Helminthosporium, obecnie do rodzaju Pyrenophora. Najczęściej wywołujące ją gatunki grzybów to Pyrenophora lolii i Pyrenophora dictyoides, ale wśród traw uprawnych chorobę mogą powodować także inne gatunki: Bipolaris sorokiniana, Pyrenophora poae i Pyrenophora dictyoides na wiechlinie łąkowej, Drechslera siccans, Pyrenophora avenae i Bipolaris sorokiniana na życicy trwałej, Pyrenophora lolii, Pyrenophora avenae i Bipolaris sorokiniana na życicy trwałej, Pyrenophora dictyoides, Pyrenophora triseptata i  Bipolaris sorokiniana na kostrzewie czerwonej. Brunatna helminosporioza traw wywołana przez Pyrenophora lolii występuje także na pszenicy zwyczajnej (Triticum aestivum) i owsie zwyczajnym (Avena sativa).

## Objawy
Choroba powoduje na liściach i pochwach liściowych traw powstawanie brunatnych, podłużnych plam. Zakażenie występuje zazwyczaj w chłodnych, wilgotnych okresach, a najsilniejsze jej objawy występują jesienią i na trawach z niedoborem azotu. Na porażonych liściach tworzą się małe, owalne, czekoladowobrązowe plamy lub większe brązowe smugi o długości do 1 cm. Liście mogą być opasane i żółknąć, zamierając od czubka. Zaatakowane obszary trawy brązowieją, ich liście są cienkie i wyglądają jak porażone suszą. Choroba rozprzestrzenia się przez zakażone skoszone trawy, zanieczyszczony sprzęt, wiatr lub rozpryskujący się deszcz. Grzyb może przetrwać w zakażonych resztkach roślinnych i zakażonych roślinach. Choroba rzadko jednak doprowadza do całkowitego obumarcia traw.

## Zapobieganie
Zapobiega się chorobie umiarkowanym nawożeniem azotem, zawsze z dodatkiem odpowiedniej dawki potasu a jesienią także fosforu i podwyższeniem wysokości koszenia (szczególnie w cieniu). Należy usuwać resztki traw po koszeniu zainfekowanych powierzchni i starą darń przez jej wertykulację, oraz ograniczyć zacienienie przez wycięcie dolnych gałęzi drzew. Pomaga też dobre napowietrzenie gleby i jej drenaż.
Na trawnikach przydomowych nie zaleca się stosowania środków chemicznych, ponieważ choroba ta rzadko powoduje śmierć trawy.